# Elecciones federales de Suiza de 2023
Las elecciones federales de Suiza se celebraron el 22 de octubre de 2023. En ellas se eligieron a todos los miembros de ambas cámaras de la Asamblea Federal de Suiza.

## Sistema electoral
Los 200 miembros del Consejo Nacional son elegidos por mayoría en cinco circunscripciones uninominales y por representación proporcional en 21 distritos electorales con múltiples miembros. Las 26 circunscripciones y distritos se asignaron de forma coincidente con los 26 cantones del país. Las elecciones se llevaron a cabo utilizando el sistema de listas abiertas, donde los votantes podían elegir los nombres presentes en las listas de partidos, los electores también pudieron repartir su voto entre varios candidatos de diferentes organizaciones (en un sistema conocido como panachage) o elaborar su propia lista en una boleta en blanco. Los asientos se asignan utilizando el método Hagenbach-Bischoff.
Los 46 miembros del Consejo de los Estados son elegidos en 20 circunscripciones con dos representantes (representando a los 20 cantones) y seis circunscripciones de un solo miembro (representando a los seis semicantones). En el Jura y en Neuchâtel las elecciones se realizan mediante representación proporcional, mientras que las 24 restantes utilizan el sistema mayoritario.

## Partidos políticos
La siguiente tabla enumera los partidos contendientes representados en la Asamblea Federal antes de la elección.
| Nombre | Nombre    | Ideología                                     | Líder(es)                         | Resultado 2019 | Resultado 2019 | Resultado 2019 |
| Nombre | Nombre    | Ideología                                     | Líder(es)                         | Votos (%)      | Cámaras        | Cámaras        |
| Nombre | Nombre    | Ideología                                     | Líder(es)                         | Votos (%)      | Nacional       | Estados        |
| ------ | --------- | --------------------------------------------- | --------------------------------- | -------------- | -------------- | -------------- |
|        | SVP/UDC   | Conservadurismo nacional Populismo de derecha | Marco Chiesa                      | 25,6%          | 53/200         | 6/46           |
|        | SP        | Socialdemocracia Socialismo democrático       | Mattea Meyer Cédric Wermuth       | 16,8%          | 39/200         | 9/46           |
|        | PLR/FDR   | Liberalismo Liberalismo conservador           | Thierry Burkart                   | 15,1%          | 29/200         | 12/46          |
|        | Die Mitte | Centrismo Conservadurismo social              | Gerhard Pfister                   | 13,8%          | 28/200         | 13/46          |
|        | Grune     | Política verde Progresismo                    | Balthasar Glättli                 | 13,2%          | 28/200         | 5/46           |
|        | GP        | Liberalismo verde Socioliberalismo            | Jürg Grossen                      | 7,8%           | 16/200         | 0/46           |
|        | EVP       | Democracia cristiana Conservadurismo social   | Lilian Studer                     | 2,1%           | 3/200          | 0/46           |
|        | PAS       | Comunismo Marxismo                            | Amanda Ioset y Alexander Eniline  | 1,0%           | 1/200          | 0/46           |
|        | SS        | Anticapitalismo Trotskismo                    | Liderazgo colectivo               | 1,0%           | 1/200          | 0/46           |
|        | EDU/UDF   | Derecha cristiana Populismo de derecha        | Daniel Frischknecht               | 1,0%           | 1/200          | 0/46           |
|        | LT        | Regionalismo Populismo de derecha             | Antonella Bignasca Boris Bignasca | 0,8%           | 1/200          | 0/46           |

## Encuestas
| Encuestador        | Fecha      | SVP  | SP   | FDP  | Grüne | Die Mitte  | Die Mitte | GLP  | EVP | Otros |
| ------------------ | ---------- | ---- | ---- | ---- | ----- | ---------- | --------- | ---- | --- | ----- |
| Sotomo             | 29.09.2023 | 28,1 | 18,3 | 14,1 | 9,7   | 14,3       | 14,3      | 6,8  | 2,1 | 6,6   |
| Opinionplus        | 23.09.2023 | 28,8 | 17,8 | 14,0 | 10,4  | 14,1       | 14,1      | 7,2  | 2,2 | 5,7   |
| LeeWas             | 20.09.2023 | 28,7 | 17,6 | 13,8 | 10,5  | 13,6       | 13,6      | 7,5  | —   | 8,3   |
| Strijbis/Walder    | 23.08.2023 | 28,9 | 17,3 | 13,1 | 10,0  | 14,4       | 14,4      | 8,8  | —   | 7,6   |
| Sotomo             | 15.08.2023 | 27,6 | 17,3 | 14,6 | 10,7  | 14,8       | 14,8      | 7,3  | 2,1 | 5,6   |
| LeeWas             | 11.07.2023 | 27,9 | 17,3 | 14,3 | 10,7  | 13,9       | 13,9      | 8,2  | —   | 7,7   |
| Sotomo             | 15.06.2023 | 27,1 | 17,8 | 14,6 | 10,2  | 14,3       | 14,3      | 8,3  | 2,1 | 5,5   |
| Sotomo             | 27.02.2023 | 26,6 | 17,8 | 15,6 | 10,7  | 13,3       | 13,3      | 8,3  | 2,1 | 5,6   |
| LeeWas             | 16.02.2023 | 27,5 | 16,9 | 15,4 | 11,1  | 13,5       | 13,5      | 8,5  | —   | 7,1   |
| Sotomo             | 02.10.2022 | 26,1 | 16,3 | 16,1 | 11,7  | 13,3       | 13,3      | 9,3  | 2,1 | 5,1   |
| LeeWas             | 25.08.2022 | 25,9 | 16,2 | 16,4 | 11,8  | 13,4       | 13,4      | 9,2  | —   | 7,1   |
| LeeWas             | 09.12.2021 | 27   | 16,2 | 15,4 | 11,7  | 13,3       | 13,3      | 10,2 | —   | 6,2   |
| Sotomo             | 15.10.2021 | 26,6 | 15,8 | 13,6 | 13,2  | 13,3       | 13,3      | 9,8  | 2,1 | 5,6   |
| Sotomo             | 28.10.2020 | 24,1 | 16,8 | 15,1 | 12,2  | 11,9       | 1,9       | 9,8  | 2,6 | 5,6   |
| Últimas elecciones | 20.10.2019 | 25,6 | 16,8 | 15,1 | 13,2  | 11,4 (CVP) | 2,4 (BDP) | 7,8  | 2,1 | 5,6   |

## Resultados
El SVP, que había hecho una fuerte campaña para oponerse a la migración, tuvo un fuerte rendimiento. El SVP obtuvo ganancias en Romandía, ganando por primera vez más consejeros nacionales que el FDP en la región. El Centro ganó escaños notablemente, superando al FDP, poniendo en duda el segundo escaño de este último en el Consejo Federal- mientras que el Partido Verde y el Partido Verde Liberal tuvieron un mal desempeño. Aunque los partidos de derecha ganaron escaños en el Consejo Nacional, no obtuvieron una mayoría en la cámara. Los resultados de la primera ronda para el Consejo de Estados vieron la continuación de un cambio gradual hacia la derecha.
31 de los 46 escaños del Consejo de los Estados se eligieron en la primera ronda, y los 15 escaños restantes se eligieron en la segunda ronda, programada para el 12 y 19 de noviembre.

### Consejo Nacional
|                                    | Partido Popular Suizo              | 714.448 | 27,97 | 62  | +9 |  |  |  |  |
|                                    | Partido Socialista Suizo           | 466.714 | 18.27 | 41  | +2 |  |  |  |  |
|                                    | Partido Liberal Radical Suizo      | 364.053 | 14.25 | 28  | -1 |  |  |  |  |
|                                    | El Centro                          | 359.075 | 14.06 | 29  | +1 |  |  |  |  |
|                                    | Los Verdes                         | 249.892 | 9.78  | 23  | -5 |  |  |  |  |
|                                    | Partido Verde Liberal              | 192.944 | 7.55  | 10  | -6 |  |  |  |  |
|                                    | Partido Popular Evangélico         | 51.850  | 2.03  | 2   | -1 |  |  |  |  |
|                                    | Unión Democrática Federal de Suiza | 31.513  | 1.23  | 2   | +1 |  |  |  |  |
|                                    | Partido Suizo del Trabajo          | 18.435  | 0.72  | 0   | -2 |  |  |  |  |
|                                    | Solidaridad                        | 18.435  | 0.72  | 0   | -2 |  |  |  |  |
|                                    | Liga de Tesino                     | 14.160  | 0.55  | 1   | 0  |  |  |  |  |
|                                    | Movimiento Ciudadano de Ginebra    | 13.019  | 0.51  | 2   | +2 |  |  |  |  |
|                                    | Partido Pirata de Suiza            | 7.072   | 0.28  | 0   | 0  |  |  |  |  |
|                                    | Otros                              |         | 2.80  | 0   | 0  |  |  |  |  |
|                                    |                                    |         |       |     |    |  |  |  |  |
| Votos inválidos y en blanco        |                                    |         |       |     |    |  |  |  |  |
| Total                              | Total                              |         | 100   | 200 | –  |  |  |  |  |
| Votantes registrados/participación | Votantes registrados/participación |         | 46.6  | –   | –  |  |  |  |  |
| Fuente: FSO                        |                                    |         |       |     |    |  |  |  |  |

### Consejo de los Estados
|                  | El Centro                       | 10 | 5  | 15 | 2           |  |  |  |  |
|                  | Partido Liberal Radical Suizo   | 9  | 2  | 11 | Sin cambios |  |  |  |  |
|                  | Partido Socialista Suizo        | 5  | 4  | 9  | Sin cambios |  |  |  |  |
|                  | Partido Popular Suizo           | 4  | 2  | 6  | Sin cambios |  |  |  |  |
|                  | Los Verdes                      | 3  | –  | 3  | 2           |  |  |  |  |
|                  | Partido Verde Liberal           | –  | 1  | 1  | 1           |  |  |  |  |
|                  | Movimiento Ciudadano de Ginebra | –  | 1  | 1  | 1           |  |  |  |  |
|                  |                                 |    |    |    |             |  |  |  |  |
| Total de escaños | Total de escaños                | 31 | 15 | 46 |             |  |  |  |  |

## Consecuencias
Después de las elecciones, el presidente del SVP Marco Chiesa declaró que su partido tenía "un mandato claro" y buscaría "menos corrección política" y trabajar con los otros partidos.
El 25 de octubre, la Oficina Federal de Estadística anunció que había calculado mal el recuento de votos nacionales; esto se debió a "un error de programación en el software de importación de datos para los cantones de Appenzell Rodas Exteriores, Appenzell Rodas Interiores y Glaris". El recuento de votos corregido no afectó a la asignación de escaños pero se descubrió que el FDP seguía siendo el tercer partido más grande por número de votos en comparación con El Centro, que en los escrutinios preliminares había obtenido el tercer lugar.
Las elecciones federales fueron seguidas el 13 de diciembre por las elecciones del Consejo Federal.